# Klášter Saint-Lazare
Klášter Saint-Lazare (francouzsky Enclos Saint-Lazare) bylo převorství a špitál svatého Lazara v Paříži. Rozkládal se v prostoru vymezeném dnešními ulicemi Rue de Paradis na jihu, Rue du Faubourg-Saint-Denis na východě, Boulevard de la Chapelle na severu a Rue du Faubourg-Poissonnière na západě v 10. obvodu.

## Historie
První písemná zmínka o špitálu pro nemocné leprou pochází z roku 1110. Tato leproserie byla pod ochranou krále. Okolí kláštera se rozvíjelo i díky jarmarku, který povolil král Ludvík VI. a potvrdil Ludvík VII.
V roce 1179 získal Saint-Lazare právo na stavbu vodovodu pro své vinice. Voda byla přiváděna z Le Pré-Saint-Gervais a z návrší Belleville. Vodovod napájel i první pařížské kašny.
V klášteru se nacházel mlýn a farma, po které jsou dnes pojmenovány ulice Passage de la Ferme-Saint-Lazare, ve které se dochovala stará studna, a Cour de la Ferme-Saint-Lazare. V obou ulicích se dochovaly četné klenuté sklepy ze 17. století. Klášterní kostel Saint-Lazare byl zbořen v roce 1823 kvůli svému špatnému stavu.
V 17. století se v okolí Paříže lepra začala vyskytovat častěji a 8. ledna 1632 zdejší převor Adrien Le Bon abdikoval a předal převorství Vincenci de Paul, který zde založil kongregaci nazývanou podle mateřského kláštera Lazaristé.

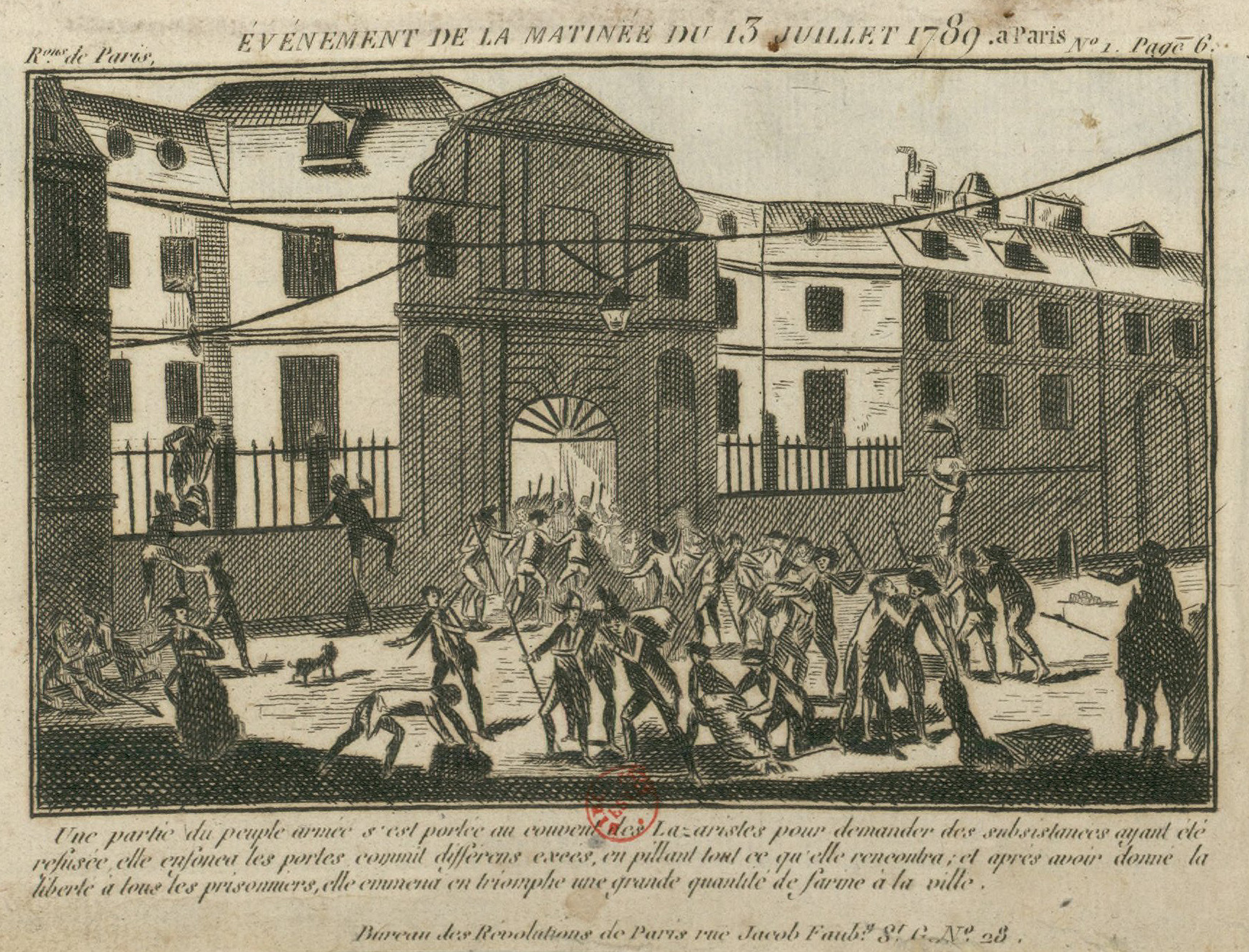
Přepadení kláštera roku 1789

Z kláštera byly vysílány misie do zahraničí, např. do Tunisu (1645), Alžírska (1646), Madagaskaru (1648–1661) nebo Polska (kolem 1651).
V severní části klášterního komplexu vznikl v roce 1644 dům pro rekonvalescenci kněžích a kolem roku 1645 nechal Vincenc de Paul zřídit dům pro ubytování nalezených sirotků. V roce 1653 zde byl zřízen starobinec pro 20 žen a 20 mužů ze zdejší čtvrti. Ten byl zbořen při stavbě Východního nádraží.
Vincenc de Paul zemřel v klášteře Saint-Lazare v roce 1660 a byl pohřben ve zdejším kostele Saint-Lazare.

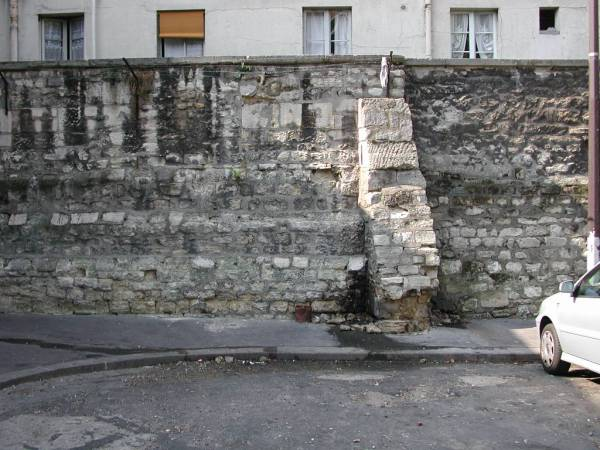
Pozůstatky klášterní zdi

V noci z 12. na 13. července 1789 byl klášter vyrabován povstalci, kteří se domnívali, že jsou zde ukryté zbraně. Během Velké francouzské revoluce byl klášter zrušen a v roce 1791 sem měla být umístěna technická škola École nationale des ponts et chaussées, ale k tomu nikdy nedošlo. Lazaristé, stejně jako jiné řády, byli zrušeni a Národní konvent v roce 1794 zřídil v klášteru vězení Saint-Lazare.
Panství kláštera Saint-Lazare patřilo k největším v Paříži a jeho plocha se odhaduje v polovině 18. století přes 60 hektarů a přes 52 ha v roce 1789. Na jeho místě vzniklo v následujících letech množství jiných staveb, v 19. století to bylo mnoho dílen a obchodů.
V roce 1770 prodal klášter část pozemků, na kterých vznikla kasárna. Nová kasárna byla postavená v letech 1932–1941 městem Paříží. V roce 1821 byla část pozemků bývalého kláštera prodána stavební společnosti na výstavbu nové čtvrti kolem dnešního náměstí Place Franz-Liszt. Při té příležitosti byl v letech 1824–1844 postaven i kostel svatého Vincence de Paul. V letech 1846–1854 byla postavena nemocnice Lariboisière. Další část pozemků byla využita pro stavbu Severního nádraží (1840 a 1861–1865) a Východního nádraží (1847–1850). Věznice Saint-Lazare byla v roce 1927 uzavřena a následně zbořena a přestavěna na nemocnici, která byla zrušena v roce 1998.